# ItaloBrothers
Gli ItaloBrothers sono un gruppo musicale dance e hands up proveniente da Nordhorn (Bassa Sassonia) e composto da tre giovani produttori tedeschi: Zacharias Adrian (DJ), Kristian Sandberg e Matthias Metten (cantante).

## Storia del gruppo

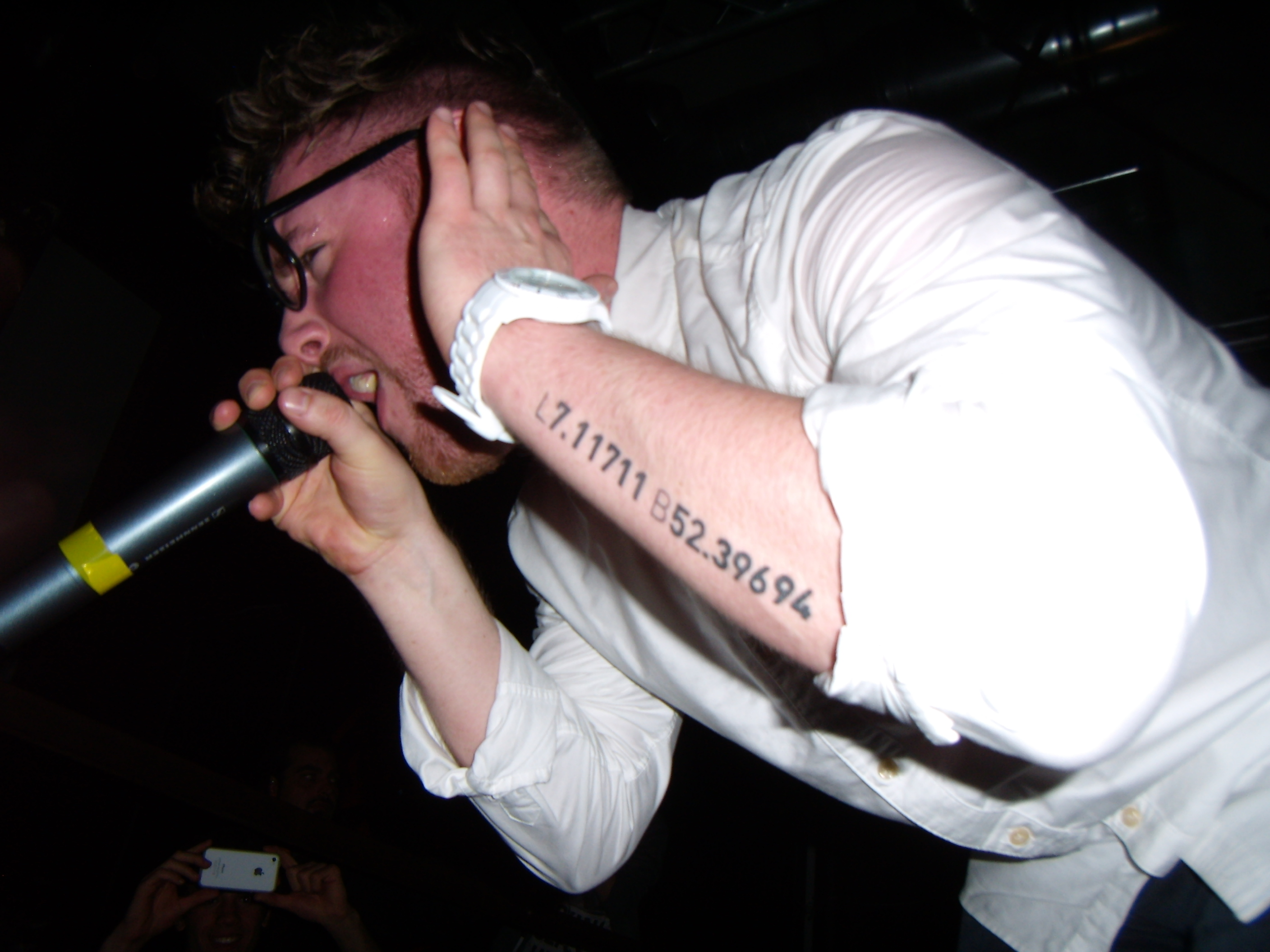
Il cantante Matze si esibisce sul palco del Tunnel di Reggio nell'Emilia il 31 marzo 2012

Nel 2005, il produttore tedesco Zacharias Adrian e Matthias Metten decisero di riunire la loro energia, talento e passione. Dopo due lunghi anni di duro lavoro e di sperimentazione in studio, hanno fondato gli ItaloBrothers. Il primo assaggio a un pubblico più ampio è stato il rilascio del singolo "The Moon" nel 2005. L'anno successivo Zachi e il cantante e front man Matze pubblicarono "Colours Of The Rainbow", che ha attirato non solo l'attenzione dei fan, ma anche della Zooland Records, un'etichetta discografica con sede a Colonia di musica dance e house indipendente che lancia anche artisti di grande calibro, come per esempio Cascada o R.I.O.
Poco dopo che era stato firmato il contratto nel 2006, le basi ormai erano state fissate e le cose cominciarono a progredire velocemente. Con la loro traccia successiva "Counting Down The Days" gli ItaloBrothers guadagnarono un preavviso internazionale. Stimolati e spinti da una rapida crescita fan-base Zachi e Matze iniziarono un primo tour dal vivo attraverso l'Europa, continuando a scrivere e produrre canzoni con il loro amico, il cantautore Kristian Sandberg.
Non c'è da meravigliarsi che nel 2009 lo smash single "Stamp On The Ground" conquistò i club e  soprattutto il Nord Europa (# 15 in Scandinavia), il brano rapidamente preso piede in tutta Europa e diffuse il suo stile energico verso il mondo della dance music.
Il 10 dicembre 2010 è uscito il loro primo album in studio intitolato Stamp!. Tra il 2009 ha ottenuto un discreto successo con i singoli Stamp on the Ground in Svezia, Norvegia e Danimarca e Radio Hardcore, in Danimarca.

## Stile musicale
Lo stile musicale degli "ItaloBrothers" è paragonabile ad artisti come Prezioso feat. Marvin, Floorfilla, Gigi D'Agostino o Gabry Ponte.
Erroneamente gli "ItaloBrothers" vengono spesso considerati italiani, a causa del loro nome e del loro stile, o anche scambiati per i Brothers, gruppo dance italiano.

## Discografia

### Album
- 2010 - Stamp!

### Singoli
- 2005 - The Moon
- 2006 - Colours Of The Rainbow (Tune Up! vs. ItaloBrothers)
- 2007 - Moonlight Shadow
- 2007 - Counting Down The Days
- 2008 - Where Are You Now?
- 2009 - Stamp On The Ground
- 2009 - So Small
- 2010 - Love Is On Fire
- 2010 - Radio Hardcore
- 2011 - Cryin' In The Rain
- 2011 - Boom! feat. Carlprit
- 2012 - Pandora 2012
- 2012 - My Life Is a Party
- 2013 - This Is Nightlife
- 2013 - Luminous Intensity
- 2014 - Up'n away
- 2014 - P.O.D.
- 2014 - One Heart (feat. Floorfilla & P. Moody)
- 2015 - Springfield (feat. Martin Tungevaag)
- 2015 - Welcome To The Dancefloor
- 2015 - Sleep When We're Dead
- 2015 - Kings & Queens
- 2016 - Generation Party
- 2016 - Summer Air
- 2017 - Hasselhoff 2017 (Nesbrurussen)
- 2017 - Fiction Squad
- 2017 - Sorry
- 2018 - Looking Back Someday
- 2018 - Inside Out
- 2018 - Till You Drop
- 2019 - Games
- 2019 - Ocean Breeze
- 2020 - Let Go (featuring Kiesza)
- 2020 - Stay
- 2021 - Down For The Ride
- 2021 - Sing It Back Again (feat. LIZOT)
- 2021 - Daydream (feat. Charlott Boss)
- 2022 - Dive Deep
- 2022 - Young at Heart (feat. Frances)

### E.P.
- 2007 - Counting Down the Days

### Remix
- 2006 - Cascada - Ready For Love (ItaloBrothers New Voc Rmx)
- 2006 - Cerla Vs. Manian - Jump (ItaloBrothers New Voc Rmx)
- 2007 - Floorfilla - Italodancer (ItaloBrothers New Voc Rmx)
- 2007 - Manian - Turn the Tide (ItaloBrothers New Voc Rmx)
- 2007 - Dan Winter & Mayth - Dare Me (ItaloBrothers New Voc Rmx)
- 2013 - Young London - Let Me Go (ItaloBrothers Radio Edit)
- 2013 - Manian - Saturday Night (ItaloBrothers Radio Edit)
- 2021 - Axel Black & White - Somebody To Love (ItaloBrothers Remix)
- 2022 - The BossHoss - Dance The Boogie (ItaloBrothers Remix)